# Allée de Fontainebleau
L'allée de Fontainebleau est une voie du 19e arrondissement de Paris, en France.

## Situation et accès
L'allée de Fontainebleau est une allée piétonne privée de 153 mètres de longueur et de 3,5 mètres de largeur, située dans le 19e arrondissement de Paris, quartier d'Amérique.
Elle débute au niveau du numéro 106 de la rue Petit et se termine en impasse au centre de l'îlot formé par la rue Petit, la rue Goubet et l'allée Darius-Milhaud.
Les immeubles ont appartenu aux assurances AXA avant qu'ils ne soient mis en vente au début des années 2000. Actuellement, les immeubles du 15-21 et 23 appartiennent à l'Immobilière 3F logement social.
Une population diversifiée et multiculturelle est donc arrivée depuis cette date.
La proximité, rue Petit, du plus grand établissement scolaire judaïque d'Europe, en est une des raisons.
Une rénovation (isolation, huisseries extérieures ) est prévue pour 2016-2017.[Passage à actualiser]
Le petit parc de loisirs est fermé depuis de nombreuses années pour non conformité aux règles de sécurité. Il appartient à l'AFUL (Association foncière urbaine libre), géré par le syndic Lonsdale.

## Origine du nom
Elle porte le nom de la ville de Fontainebleau, située dans le département de Seine-et-Marne. 

## Historique
Cette voie de desserte est créée en 1976, puis nommée par un décret préfectoral du 23 février 1977.

## Bâtiments remarquables et lieux de mémoire
En 2010, le secrétariat de la Fédération française des conservateurs-restaurateurs était installé au numéro 10 de cette voie.